# Ahmet Türk
Ahmet Türk (Derik, 2 juli 1942) is een Turkse bestuurder en HDP-politicus van Koerdische afkomst. Türk is co-voorzitter van het Democratisch Samenlevingscongres (DTK), een Koerdisch samenwerkingsverband van politieke partijen, sociale, culturele en religieuze organisaties.
Hij was lange tijd co-voorzitter en fractieleider van de pro-Koerdische Democratische Samenlevingspartij (DTP), die tussen 2007 en 2009 met 21 zetels vertegenwoordigd was in het Turks Nationaal Assemblée, het Turkse parlement. Toen de DTP werd verboden in 2009 wegens banden met de PKK werd Ahmet Türk ontheven uit zijn functie als parlementslid en kreeg hij tevens een politiek verbod opgelegd van 5 jaar.